# Традиційна чоловіча вишиванка
Традиційні чоловічі сорочки були завжди білого кольору з лляного або конопляного домотканого полотна.
Чоловічі сорочки носилися всередину штанів, лише в деяких регіонах н-д на Поліссі, сорочку носили поверх штанів. В східній Україні сорочка випущена по штанях вважалося московським способом носіння. Сорочка в Україні була спіднім одягом, тому в сорочці були вдома, при польових роботах, та у спеку. Коли виходили з дому чоловіки та парубки мусили одягати верхній одяг та шапку. Ходити лише в сорочці було не прийнято. Поверх сорочки одягали жупан, кунтуш, чимарку, свиту, підперезували поверх поясом і так виходили на вулицю, за закупівлями, в гостину тощо.

## Типи традиційних сорочок
Сорочки чоловічі поділялися за кроєм на два основні типи: сорочка «до уставки» (зі зборами) та сорочка (чумачка) (кроєна вперекидку.
Сорочка до уставки збиралася біля шиї на нитку, утворюючи численні складки, зверху пришивався високий м'який комір або відкладний. Рукави були також широкі, з ластками, зібрані внизу на нитку та призбирані в чохли. Такі сорочки вишивалися на уставках та чохлах — лиштвою.
Сорочка-чумачка, шилася у дві пілки, з двох боків примережувалися бочки, рукава такої сорочки були прямі, зі складеного вдвоє полотнища та пришивалися просто до стану сорочки. Комір в сорочках цього типу був низьким — 1-2 см. Комір в чумачках вишивався — лиштвою, пазуха — вирізуванням, рукава — вирізуванням або вирізуванням з лиштвою. Сорочку-чумачку носили заправлену в штани. Сорочки цього типу переважали у степовій зоні. Вишивалися вони лляною небіленою ниткою.
Для зав'язування коміра сорочки використовували стрічки (часто шовкові, чорного або червоного кольору) або також защіпали на шпонки.
На Волині, міщани, козаки, шляхта носили сорочки з відкладними комірами, а також міщани, козаки та шляхта носили сорочки заправлені в штани, навіть у тих краях де сільське населення носило сорочки по штанах.

## Узори та їх розташування
В залежності´від типу сорочки було і їх оздоблення. Так сорочки «з вставкою» оздоблювалися на комірі, на вставках, внизу рукавів, якщо рукав був відкритим, та на дудах, якщо рукав був закритим. Сорочки «чумачки» оздоблювалися мережками і мали оздоблення біля розрізу пазухи, на комірцях чи обшивці, на рукавах (внизу).
Комір сорочки вишивався сировими нитками або заполоччю (червоною та синьою). На Київщині були такі види узорів:
На комірах: рожевий, човниками, настилування, човники з попинами, проскурочки, човники з крильцями, кривоніг, пупчики.
На пазухах були такі узори: ляхівка на 3, 4, 5, 7, 9 дирочок, ляхівка ціле коліща, ляхівка цілий збан, ляхівка хрестиками, ляхівка кругла нашиванка, ляхівка коса, ляхівка кругла і хрещата, ляхівка решіточки, прутик.
На рукавах була мережка з ляхівкою.
Оздоблювали українські чоловічі сорочки центральних регіонів мережкою, вирізуванням з настилуванням, настилуванням, настилування шовковими нитками (козацька вишивка).
Чоловічі сорочки вишивалися на пазусі, внизу рукава, якщо він був прямим та відкритим, комір, дуди, якщо сорочки носилися поверх штанів, їх вишивали також внизу неширокою смугою 2,5-3 см.
Літні чоловіки носили сорочки з вишитим заполоччю коміром, а невеликі мережки на пазухах та рукавах шилися сировими нитками.

## Місцеві особливості сорочок
В пер. пол. 19 ст. сорочки зі зборами на Київщині мали стоячий вишитий комір, що вишивався кольоровим набируванням або лиштвою. В кін. 19 ст. поширилася мода на сорочки з нашивною маніжкою, суцільно вишиті мережкою або хрестиком.
Чоловічі сорочки Поділля викроюваали вперекидку, подібно чумачкам, вони мали відкриті рукави та досить високий стоячий комір. Зшивали їх кольоровими швами. На поч. 20 ст. модними були сорочки з маніжками вишитими традиційними техніками та узорами.
На Гуцульщині чоловіки носили сорочки тунікоподібного крою поверх штанів. Вишивали такі сорочки на комірі, чохлах, пазусі, на з'єднані рукавів зі станком, а також на подолі. До сорочки носили широкі шкіряні пояси-череси.
Чоловічі сорочки Полісся були уставкового типу з виложистим коміром та носили їх поверх штанів підперезуючи вузьким ременем з мідною пряжкою.

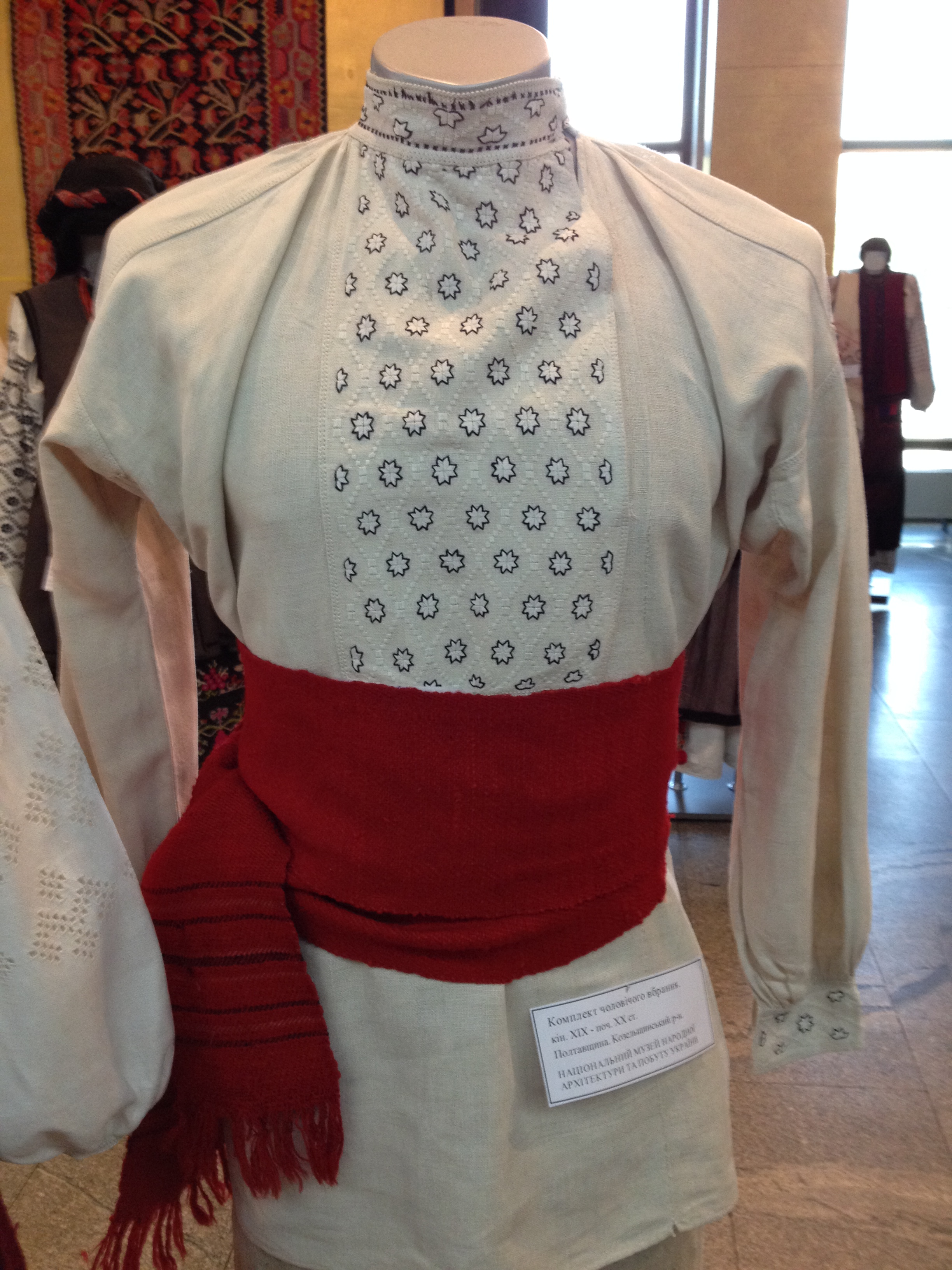
Полтавський стрій. Сорочка «з маніжкою».
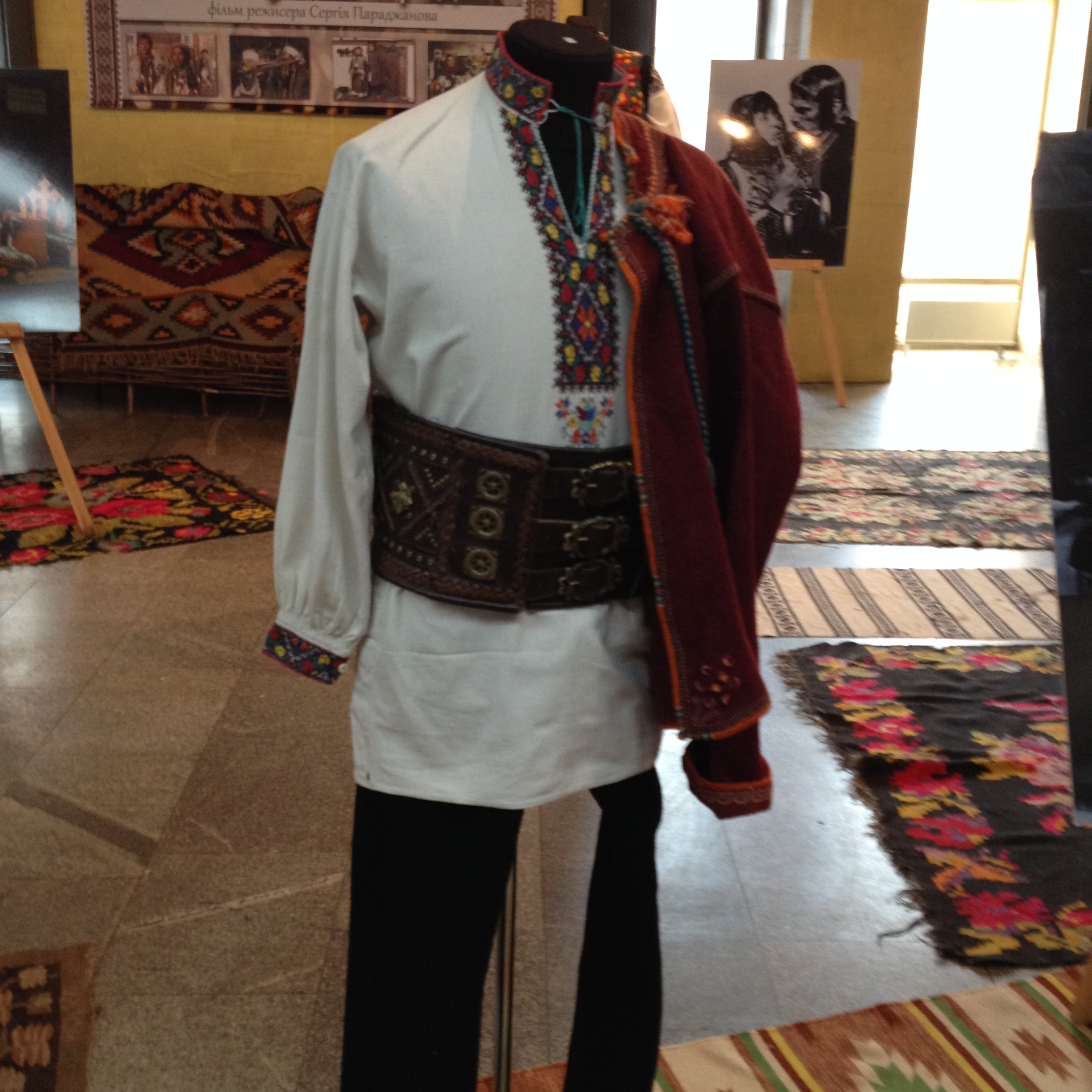
Гуцульський стрій

## Крій
Кроїли сорочку з двох або трьох полотнищ, які зшивали і відмірювали потрібну довжину. В давнину сорочки носили довжиною до колін, а пізніше до половини стегна. Полотно перегинали вдвоє, спереду робили поперечний розріз та поздовжній розріз на пазуху і обшивали. Пізніше полотнища не потрібно було зшивати і таку сорочку викроювали з перегнутого пополовині полотна.
Рукав тунікоподібної сорочки був прямий і відкритий внизу, в сорочка зі зборами, рукав внизу збирався на нитку і обшивався лямівкою або ширшими дудами. Між сорочкою та рукавом пришивалася квадратна ластка. Іноді рукав врізували по прямій нитці в сорочку, тоді його оздоблювали спеціальними стібками.
Сорочка зі зборами кроїлася по прямій нитці, в такій сорочці нічого не вирізали. Біля шийного отвору вона збиралася на нитку і тоді пришивалася вузька лямівка або стоячий комірець. Розріз у сорочках був завжди по середині.
Волинська сорочка: Сорочки викроювались ножем. Частини сорочки: стан, рукави, уставки, цвиклі (клинки під рукавами), комір, чохли. Довжина стану — 85 см, довжина рукава — 57 см, ширина — 64 см, довжина коміра — 38 см, довжина вставки — 24 см, ширина — 12 см, ширина чохлів — 4 см. Комір був викладний та запинався на шпонку з олова зі скельцем або на «жичку» — смужка з вовни червоного або зеленого кольору. В молодих хлопців сорочки були вишиті на комірі, пазусі, на чохлах. Чохли запиналися на ґудзики, часто домашньої роботи з сирових ниток.

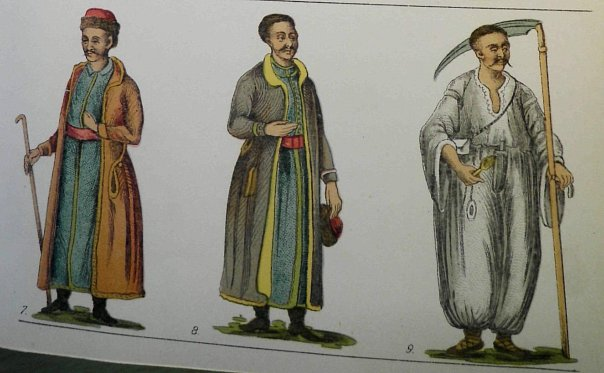
1786
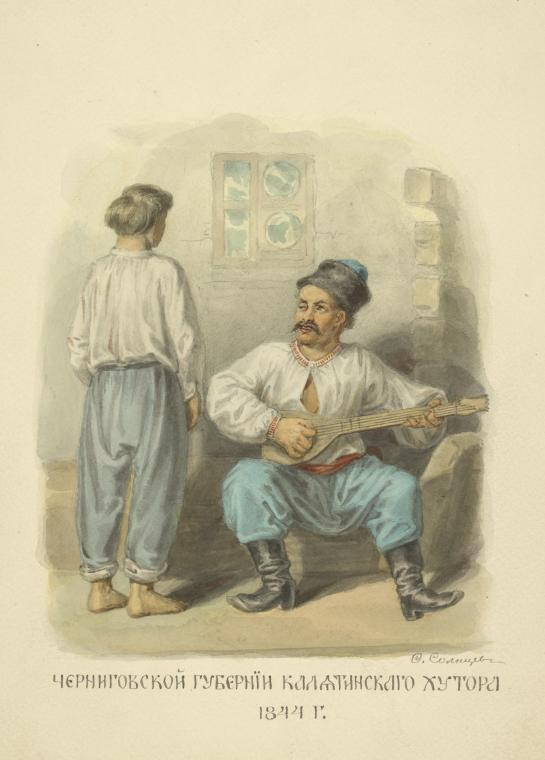
1845 Чернігівська губернія
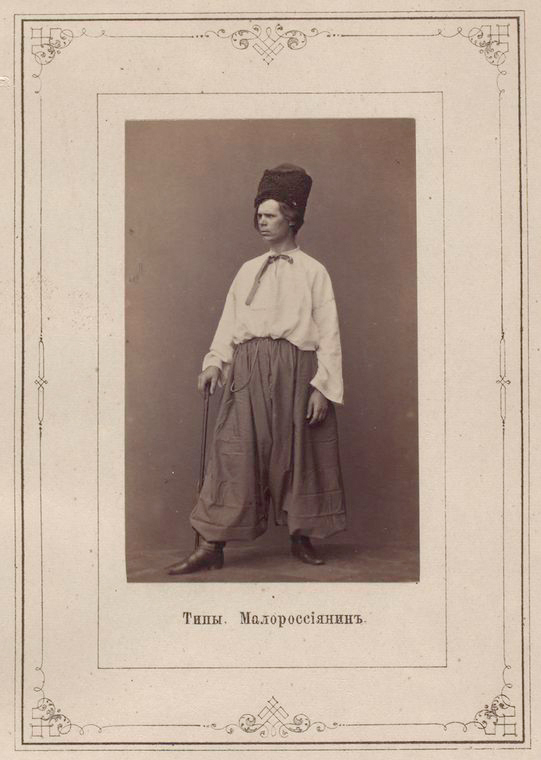
1865
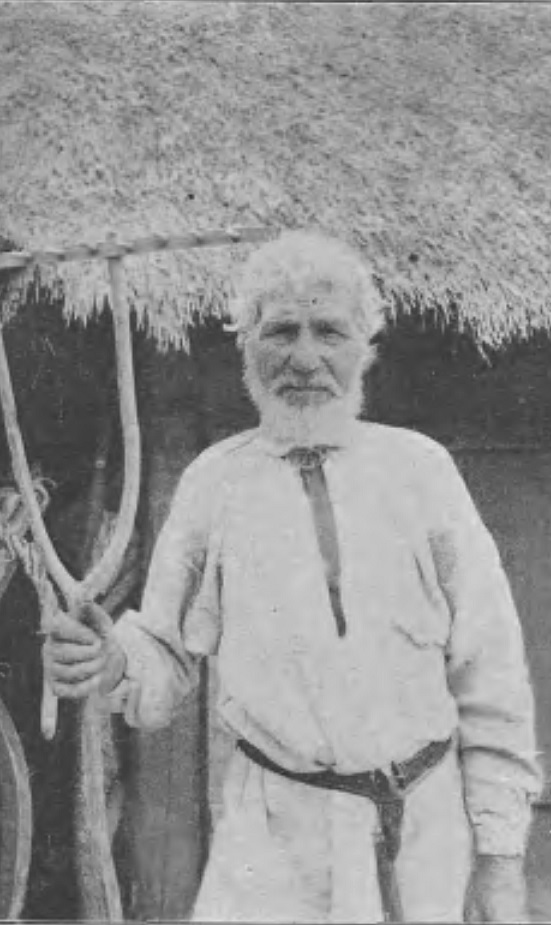
Волинянин з Мізоча
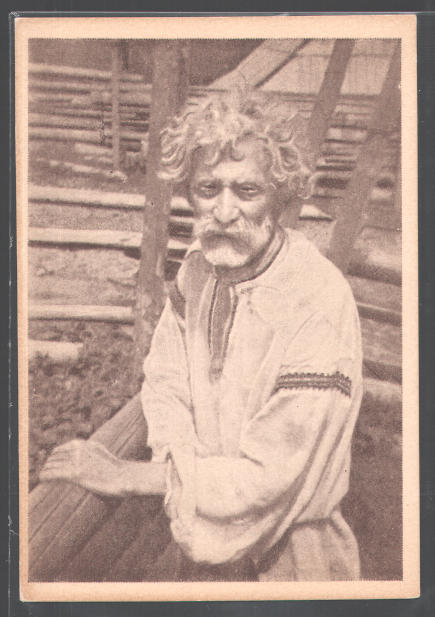
Гуцул
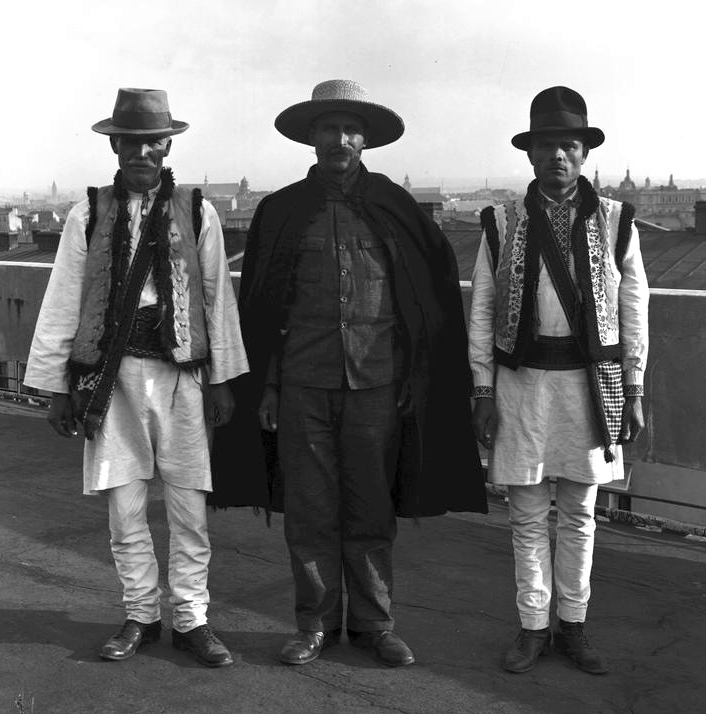
Бойки